# Mayser

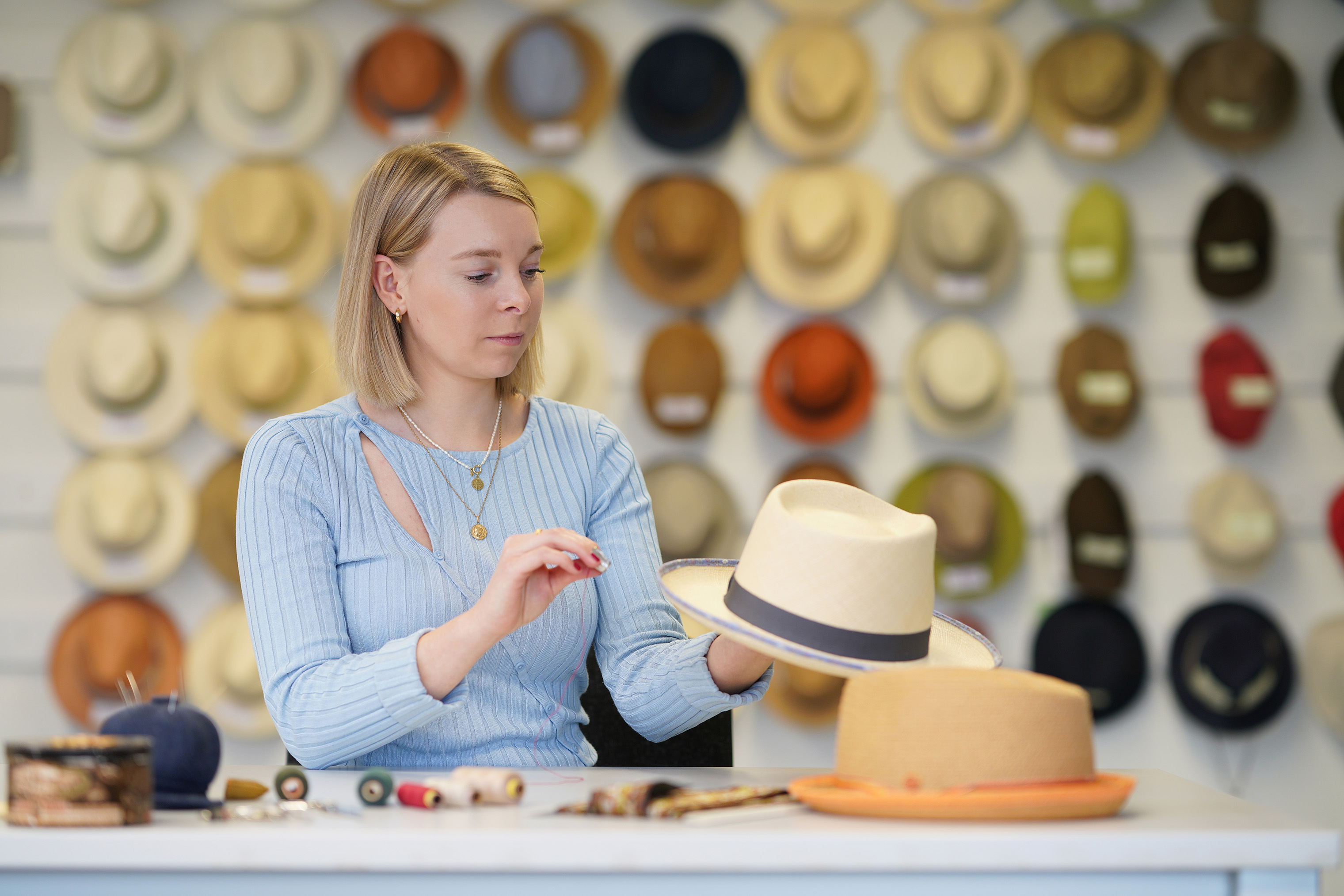
Mayser Hüte: Tradition im Handwerk

Die Mayser GmbH & Co. KG ist ein Unternehmen mit Hauptsitz in Lindenberg im Allgäu. Die Produkte des Unternehmens liegen in den Bereichen Sicherheitstechnik, Schaumstofftechnik und Formteile und, traditionell, Hüte.

## Geschichte
Am 27. September 1800 von Leonhard Mayser als „Hutmacherey Mayser“ in Ulm gegründet, entwickelte sich das Unternehmen zu einer Hutmanufaktur mit mehreren Produktionsstätten in Deutschland. Die Gründung fiel in eine unruhige Zeit, die Belagerung Ulms durch Napoleon, doch dies konnte die rasche Entwicklung des Unternehmens nicht aufhalten. Im Jahr 1858 wagte Friedrich Mayser, der Sohn Leonhard Maysers, den großen Schritt in Richtung maschineller Produktion und fand mit dieser Entscheidung nicht nur Freunde. Durch den Einsatz von Maschinen im zuvor jahrhundertelang handwerklich geprägten Hutmacherberuf brachte er die Modernisierung des Unternehmens voran und war ausschlaggebend für die Industrialisierung Ulms mitverantwortlich.
Mit dem Aufstieg zur größten Hutfabrik Deutschlands wurde Mayser 1886 in eine AG umgewandelt, 1914 mit der Beteiligung des Münchner Hutfabrikanten Anton Seidl dann zu einer GmbH. Durch die Einführung der Damenhutproduktion (1924) und Übernahme der Konkurrenzfirma Milz in Lindenberg (1929) gelang es Anton Seidl, die Produktion weiter zu steigern und Anfang der 1930er Jahre 2500 Mitarbeiter bei Mayser zu beschäftigen. Das Unternehmen wurde 1940 von Curt M. Zechbauer übernommen.
1970 wurde der Geschäftsbereich Strickwaren aufgebaut und bis 1998 geführt. Es folgten der Aufbau der Geschäftsbereiche Schaumstofftechnik (1971), Verformungstechnik (1973) und Sicherheitstechnik (1978).
Gemessen an Umsatz und Mitarbeitern ist die Sicherheitstechnik heute der größte Unternehmensbereich.

## Standorte
Das Unternehmen ist an folgenden Standorten vertreten:
- Mayser GmbH & Co. KG (Lindenberg): Hauptsitz
- Mayser GmbH & Co. KG (Ulm)
- Mayser Frankreich (Evry)
- Mayser Slovakia s.r.o. (Rožňava, Slowakei)
- Mayser USA, Inc. (Belleville, Michigan)

## Produkte
Der Name Mayser steht auch heute noch für die Produktion hochwertiger Hüte. Heute produziert das Unternehmen aber auch innovative Produkte und Systemlösungen in den Bereichen Sicherheitstechnik, Schaumstofftechnik und Formteile:

### Sicherheitstechnik
- Einklemmschutz
- Taktile Sensoren wie Schaltmatten, (Miniatur-)Schaltleisten und Safety Bumper
- Kapazitive Sensoren
- Signalübertragungssysteme
- Schaltgeräte

### Schaumstofftechnik & Formteile
- Polyurethan-Spezialschaumstoffe
- Systemkomponenten
- Fahrzeug-Interieur
- Schalldämpfmaterialien
- Technische Textilien

### Kopfbedeckungen
- Hüte und Mützen